# 傑隆卡
傑隆卡是波蘭的城鎮，位於該國東部，距離首都華沙約13公里，由馬佐夫舍省負責管轄，面積79.23平方公里，2006年人口17,180。第二次世界大戰期間，德國在1939年9月13日至1944年7月30日佔領該鎮。
52°18′03″N 21°09′31″E / 52.30083°N 21.15861°E

## 外部連結
- Jewish Community in Zielonka（页面存档备份，存于） on Virtual Shtetl